# La Salpêtrière

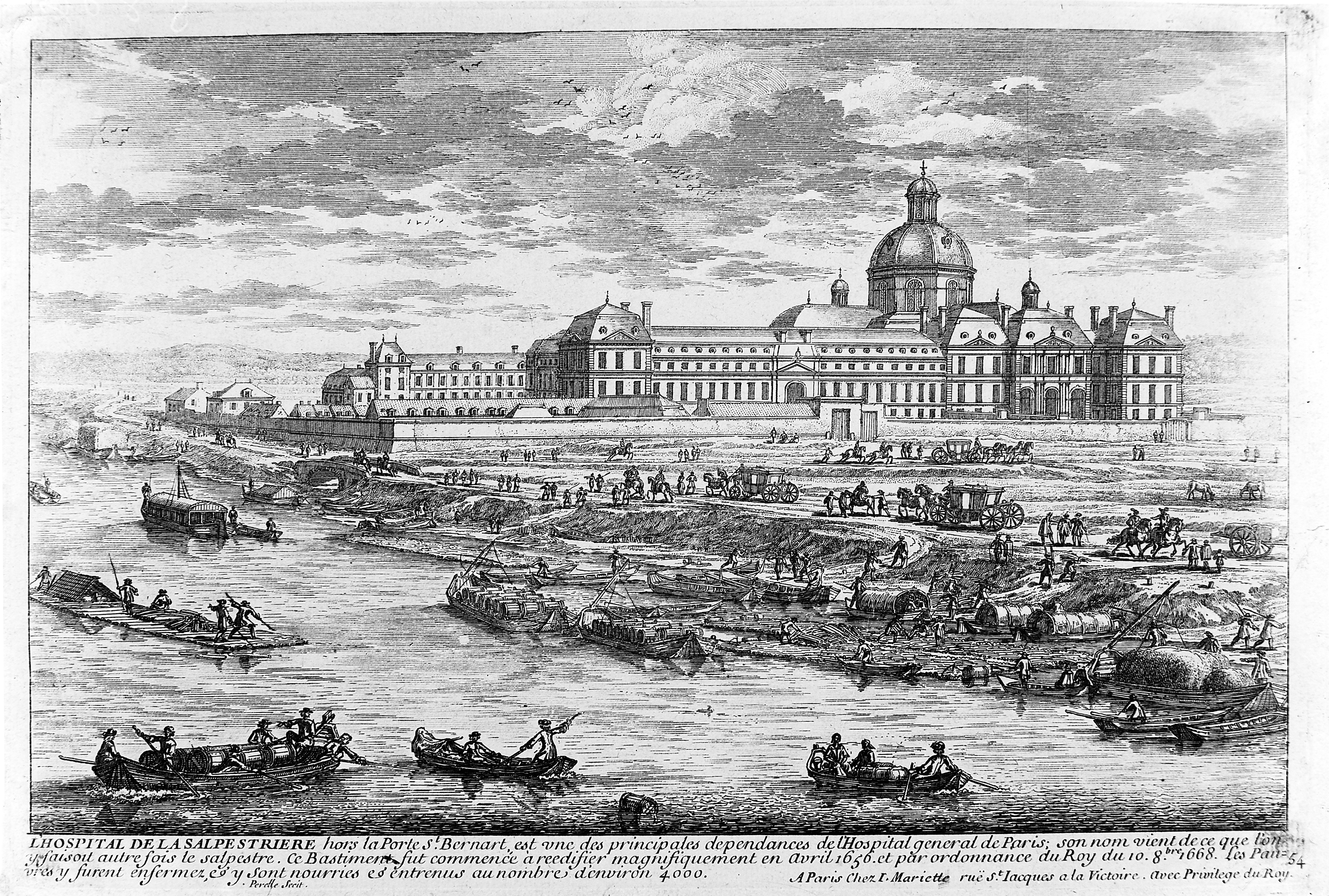
Hôpital de la Salpêtrière, Paris.

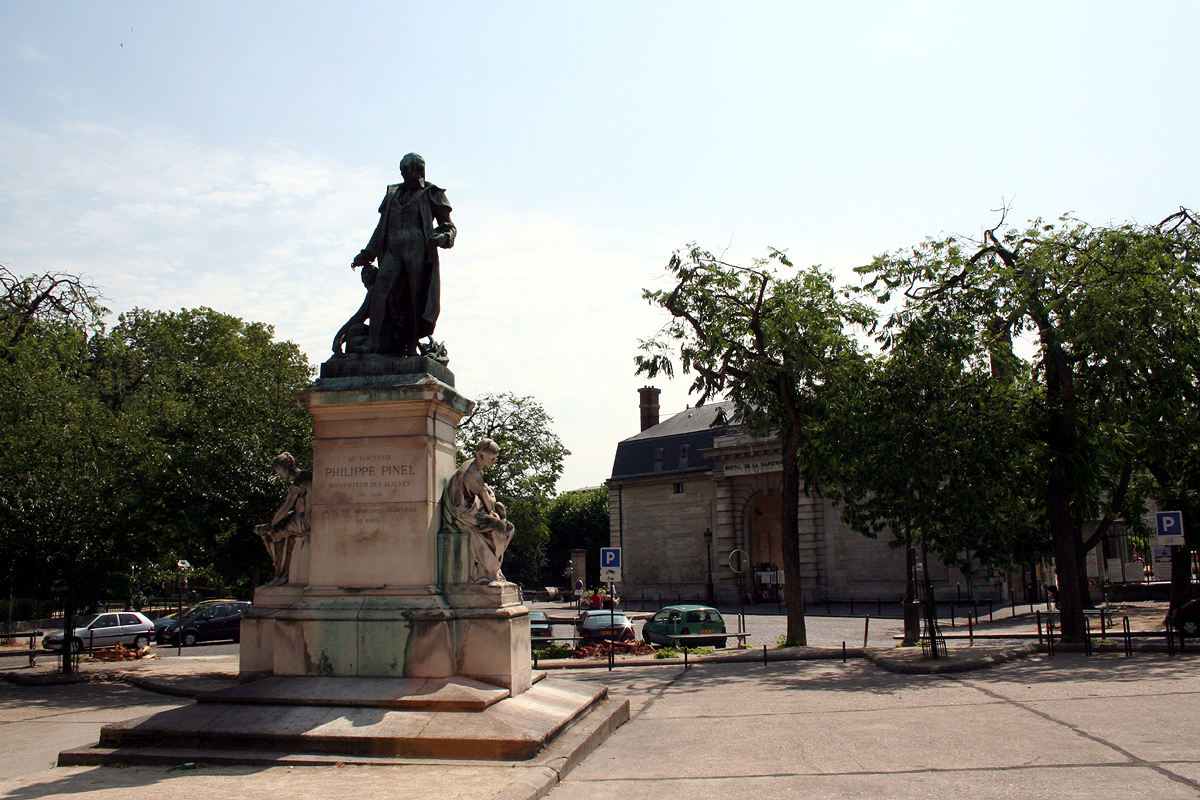
Pinelstatyn med La Salpêtrière i bakgrunden.

La Salpêtrière, egentligen Hôpital de la Salpêtrière, är ett sjukhus i Paris, Frankrike. Byggnaden stod klar år 1603, och användes först som salpeterfabrik för kruttillverkning. Det blev ett fängelse och en asyl år 1656, och omvandlades under 1800-talet gradvis till ett mentalsjukhus. Det blev under 1900-talet ett regelrätt sjukhus. Sjukhuset hyser forskningsinrättningen Institut du cerveau et de la moelle épinière.

## Historia

### Fabrik
Byggnaden stod klar år 1603, och användes först som salpeterfabrik för kruttillverkning. I fabriksbyggnaden La Salpêtrière inhystes endast kvinnor. 

### Fängelse
Från 1656 användes La Salpêtrière som ett fattighus och fängelse för kvinnor.  1684 beslutade Ludvig XIV formellt att byggnaden skulle användas som kvinnofängelse med särskilda avdelningar för sinnessjuka.  Det var främst känt som ett fängelse och ett mentalsjukhus för kvinnor. 
Förhållandena i fängelset var ohyggliga - vansinniga kvinnor kedjades fast vid murarna, det kryllade av råttor och ohyra.
Ett särskilt öde rönte de flickor som fängslats för prostitution. De skeppades efter en kortare fängelsevistelse över till Nya Världen för att befolka de franska kolonierna genom att giftas bort med nybyggarna i kolonierna.  Flickorna fick ett särskilt namn - les filles du roi. I abbé Prévosts klassiska roman Manon Lescaut drabbas huvudpersonen av ett sådant öde.
I slutet av 1700-talet var det det största sjukhuset i Europa med omkring trehundra patienter. Bland de berömda fångarna fanns Jeanne de Valois-Saint-Rémy och Catherine Théot. 
År 1792 inträffade här en av de mer skakande händelserna under franska revolutionen - Le Massacre de La Salpêtrière. Under septembermorden drog stora folkmassor till fängelset för att befria fångarna: de kvinnor som hade blivit inspärrade för prostitution och andra brott blev också befriade, men ungefär 25 psykiskt sjuka kvinnor fördes samtidigt ut på gatan och massakrerades.

### Mentalsjukhus
I början av 1800-talet förbättrades under ledning av Philippe Pinel förhållandena i de avdelningar som inrymde de mentalsjuka. Synen på psykisk sjukdom hade börjat förändras och mot slutet av seklet var La Salpêtrière känt i hela Europa som ett framstående centrum för neurologisk forskning med professor Jean Martin Charcot i spetsen. Mycket av den sk. forskning som gjordes är ändå med våra mått av mycket tvivelaktig art.  Charcot var varken bättre eller sämre utan snarare en av spjutspetsarna i det som då ansågs vara framstående forskning. Han gjorde en stor fotografisk sammanställning av de intagna i syfte att visa att kroppen och utseendet hade en motsvarande psykiatrisk diagnos.  Att någon var feldiagnostiserad var förstås inte något som var tänkbart. En forskning som ledde vidare till rasbiologernas idéer. 

### Sjukhus
År 1911 byggdes mentalsjukhuset samman med ett regelrätt sjukhus, Hôpital de la Pitié, och år 1964 förenades dessa i en enda institution, Groupe Hospitalier Pitié-Salpêtrière. Det har sedan dess fungerat som ett vanligt sjukhus. I augusti 1997 fördes den svårt skadade brittiska prinsessan Diana till sjukhuset, men avled några timmar senare.